# Pemfigo volgare

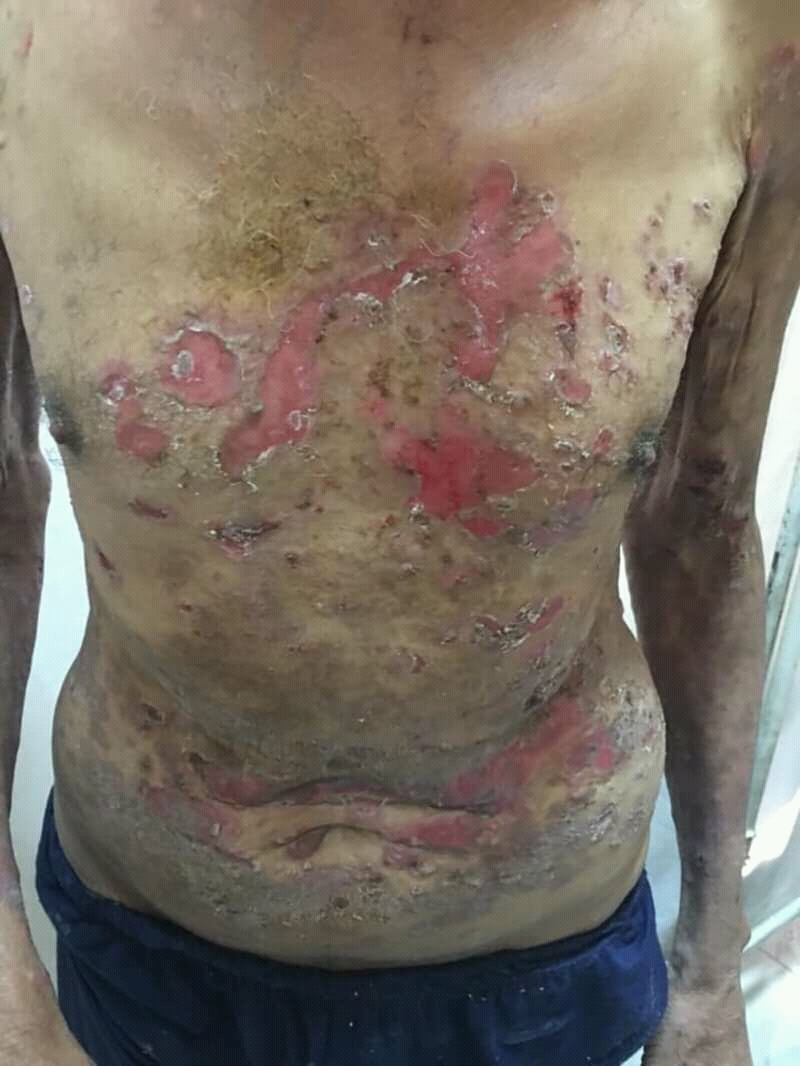
Manifestazione al toracee addome di pemfigo.

Il pemfigo volgare o pemphigus vulgaris è una malattia autoimmune della cute a carattere cronico e progressivo che può avere esiti letali. Fra le varie forme di pemfigo è la più diffusa.

## Epidemiologia
L'incidenza è di 1-5 casi per milione di abitanti, per quanto riguarda le etnie risulta quella ebrea la più colpita.

## Eziologia
Il pemfigo volgare è causato da una risposta autoimmunitaria che colpisce alcune molecole di adesione dell'epidermide (desmogleine) e recettori che controllano l'adesione cellulare. In alcuni casi la malattia è indotta da una risposta a farmaci quali penicillina e captopril. La perdita dell'adesione cellula-cellula porta alla formazione di vescicole, erosioni o ulcerazioni.
Esiste una forma rara chiamata pemfigo vegetante che mostra iperplasia epidermica e una quantità anomala di eosinofili.

## Clinica

### Tipologia
Si possono individuare due tipologie in base alla localizzazione:
- Muco-cutaneo: sia a livello cutaneo che presso le mucose, ha anticorpi contro la desmogleina 1 e 3. Le lesioni sono a livello profondo dell'epidermide. Variante più diffusa.
- Mucosale: solo a livello delle mucose (soprattutto orale), ha anticorpi contro la desmogleina 3. Blande manifestazioni cutanee.

C'è una distinzione in due tipologie anche in base alla presentazione:
- Erpetiforme: simile alla dermatite erpetiforme, il piano di clivaggio nell'epidermide può essere superficiale o profonde. Inoltre abbiamo ricco infiltrato di eosinofili;
- Vegetante: chiazze ipertrofiche, umide, essudanti, crostose, presso grandi pieghe, clivaggio profondo nell'epidermide.

### Segni e sintomi
Il pemfigo volgare è caratterizzato dalla comparsa di bolle flaccide e "fredde", cioè non accompagnate o precedute da fenomeni infiammatori. L'esordio è solitamente a livello delle mucose orali dove però rimane tendenzialmente asintomatico se non per una stomatite persistente. A livello cutaneo la sede iniziale è rappresentata dalla cute periombelicale ma anche cuoio capelluto, torace e le grandi pieghe. Lo stato generale dell'affetto è compromesso spesso in maniera esagerata rispetto alle lesioni cutanee.
Segno di Nikolsky noto anche come segno di Martinosky o di Nehmensky.
In un contesto anamnestico ed obiettivo compatibile (segno di Nikolsky I e II positivi), l'unico esame in grado di dimostrare il pemfigo è la biopsia: l'esame istologico rivela tipicamente una bolla intraepiteliale acantolitica (per perdita delle giunzioni intercellulari) soprabasale nel pemfigo volgare, con scarso infiltrato infiammatorio. L'immunofluorescenza mostra depositi di IgG e C3 intercellulari a formare un reticolo. Recentemente introdotti nella diagnostica i kit ELISA per il dosaggio degli anticorpi anti-desmogleina 1 e 3.

## Trattamento
Negli anni passati la prognosi era infausta ora grazie ai corticosteroidi la situazione è migliorata di molto, fra i più utilizzati il prednisolone (con dosi di 2 mg/kg una volta al giorno) a cui affiancare la ciclofosfamide (con dosi simili 1–2 mg/kg una volta al giorno).